# Wiktor Nanejszwili
Wiktor Iwanowicz Nanejszwili, gruz. Wiktor Naneiszwili (ur. 1878 we wsi Saczilao (obecnie dzielnica Samtredii), zm. 22 marca 1940 w Moskwie) - działacz rosyjskiego ruchu komunistycznego gruzińskiego pochodzenia, polityk ZSRR, przewodniczący Prezydium Komitetu Centralnego Komunistycznej Partii Azerbejdżańskiej SRR w 1920, I sekretarz Krajowego Komitetu WKP(b) w Kazachstanie w 1925.

## Życiorys
Ukończył studia na Uniwersytecie Moskiewskim, 1903 wstąpił do SDPRR, od marca do października 1917 redaktor gazety "Bakinskij raboczij" - bolszewickiej gazety w Baku, następnie komisarz ruchu robotniczego zakaukaskich kolei żelaznych, wiosną-latem 1918 nadzwyczajny komisarz obwodu dagestańskiego, 1918-1919 przewodniczący Gubernialnego Komitetu RKP(b) w Astrachaniu, od 12 lutego 1920 członek KC Komunistycznej Partii (bolszewików) Azerbejdżanu. Od 23 lipca do 9 września 1920 przewodniczący Prezydium KC Komunistycznej Partii Azerbejdżańskiej SRR, następnie sekretarz wykonawczy Komitetu Gubernialnego RKP(b) w Tule, później szef gubernialnego wydziału oświaty. Przedstawiciel Kaukaskiego Biura KC RKP(b), sekretarz Południowo-Wschodniego Politbiura KC RKP(b). 1922-1923 sekretarz wykonawczy Gubernialnego Komitetu RKP(b) w Permie, 1923-1924 sekretarz wykonawczy Okręgowego Komitetu RKP(b) w Permie, 1924-1925 sekretarz wykonawczy kirgiskiego obwodowego, później krajowego komitetu RKP(b). Od 19 lutego do czerwca 1925 I sekretarz Krajowego Komitetu WKP(b) w Kazachstanie. Następnie sekretarz wykonawczy jednego z powiatowych komitetów KP(b)U. Później pracownik ludowego komisariatu handlu ZSRR, 1931-1939 dyrektor akademii przemysłu spożywczego im. Stalina. W 1936 odznaczony Orderem Czerwonego Sztandaru Pracy. 28 listopada 1939 aresztowany, 21 marca 1940 skazany na śmierć i następnego dnia stracony.